# Blechnum serrulatum
Blechnum serrulatum es una especie de helecho perteneciente a la familia Blechnaceae, originaria de América. 

## Descripción
Es un helecho terrestre; con rizoma rastrero y ocasionalmente produciendo ramas erectas con hojas, no estolonífero, las escamas 0.5-3 mm, linear-lanceoladas, negras a pardas, concoloras o ligeramente bicoloras, enteras o casi enteras; hojas estériles y fértiles monomorfas; pecíolo 10-40 cm, no papiloso, glabro o casi glabro, pajizo a pardo-amarillento; lámina 35-70 x 10-30 cm, 1-pinnada, glabra en el envés, truncada en la base, sin pinnas vestigiales, el ápice reducido gradualmente a una pinna terminal algo similar en forma a las pinnas laterales; yemas ausentes; pinnas 20-40 pares, 4-15 x 0.5-1.5 cm, casi sésiles, nunca adnatas, articuladas al raquis y eventualmente caducas, no involutas, serruladas; raquis pardo-amarillento, glabro; costas pardo-amarillas, esparcidamente escamosas, las escamas anchamente ovadas; aeróforos ausentes.

## Distribución y hábitat
Se encuentra en sabanas, selvas abiertas, bosques de galería, matorrales, pantanos, bordes abiertos de ríos, planicies graminosas, a una altitud de 0-100 m desde el sur de Florida, México, Mesoamérica, Colombia, Venezuela, Guayanas, Ecuador, Perú, Bolivia, Brasil, Paraguay, NE. Argentina, Antillas, Malasia y Australia.

## Curiosidad
Blechnum serrulatum es el único Blechnum en el Nuevo Mundo que tiene pinnas articuladas al raquis. Las articulaciones aparecen como círculos engrosados alrededor de los peciólulos de las pinnas con una línea oscura en la capa de abscisión. En regiones con una estación seca pronunciada, las pinnas caen, dejando los raquis erectos, desnudos.

## Taxonomía
Blechnum serrulatum fue descrita por  Louis Claude Marie Richard  y publicado en Actes de la Société d'Histoire Naturelle de Paris 1: 114. 1792.
Sinonimia
- Blechnopsis serrulata (Rich.) C. Presl
- Blechnum angustatum Schrad.
- Blechnum angustifolium Willd.
- Blechnum calophyllum Langsd. & Fisch.
- Blechnum indicum Burm. f.
- Blechnum stagninum Raddi
- Spicanta serrulata (Rich.) Kuntze[3]